# Éliminatoires du Championnat d'Europe de football espoirs 2011 - Groupe 1
Cet article donne les résultats des matchs du groupe 1 des éliminatoires du championnat d'Europe de football espoirs 2011.

## Classement
| Rang | Équipe     | Pts | J  | G | N | P | Bp | Bc | Diff |  | Résultats (▼ dom., ► ext.) |     |     |     |     |     |     |
| ---- | ---------- | --- | -- | - | - | - | -- | -- | ---- |  | -------------------------- | --- | --- | --- | --- | --- | --- |
| 1    | Roumanie   | 25  | 10 | 8 | 1 | 1 | 23 | 6  | +17  |  | Andorre                    |     | 1-1 | 0-1 | 1-3 | 0-2 | 0-4 |
| 2    | Russie     | 22  | 10 | 7 | 1 | 2 | 22 | 6  | +16  |  | Îles Féroé                 | 3-1 |     | 1-3 | 1-1 | 0-4 | 1-0 |
| 3    | Moldavie   | 14  | 10 | 4 | 2 | 4 | 9  | 13 | -4   |  | Lettonie                   | 4-0 | 0-1 |     | 1-1 | 5-1 | 0-4 |
| 4    | Lettonie   | 13  | 10 | 4 | 1 | 5 | 16 | 15 | +1   |  | Moldavie                   | 1-0 | 1-0 | 1-0 |     | 0-1 | 0-3 |
| 5    | Îles Féroé | 11  | 10 | 3 | 2 | 5 | 8  | 16 | -8   |  | Roumanie                   | 2-0 | 3-0 | 4-1 | 3-0 |     | 3-0 |
| 6    | Andorre    | 1   | 10 | 0 | 1 | 9 | 3  | 25 | -22  |  | Russie                     | 4-0 | 2-0 | 2-1 | 3-1 | 0-0 |     |

## Résultats et calendrier
| 28 mars 2009 | Roumanie                           | 2 – 0 | Andorre | Francisc Neuman, Arad         |                               |
| 17:00 UTC+3  | Gângioveanu 63e (pen.) · Ganea 72e |       |         | Arbitrage : Gediminas Mazeika | Arbitrage : Gediminas Mazeika |
| 17:00 UTC+3  | Rapport                            |       |         | Arbitrage : Gediminas Mazeika | Arbitrage : Gediminas Mazeika |

| 1er avril 2009 | Russie                                                  | 4 – 0 | Andorre | Kuban, Krasnodar          |                           |
| 17:00 UTC+4    | Ionov 14e · Ryzhov 21e · Mamaev 33e (pen.) · Kozlov 88e |       |         | Arbitrage : Tero Nieminen | Arbitrage : Tero Nieminen |
| 17:00 UTC+4    | Rapport                                                 |       |         | Arbitrage : Tero Nieminen | Arbitrage : Tero Nieminen |

| 6 juin 2009 | Lettonie                                                   | 4 – 0 | Andorre | Skonto, Riga                  |                               |
| 17:00 UTC+3 | Gauračs 41e (pen.) · Rudņevs 70e · Rugins 74e · Žuļevs 90e |       |         | Arbitrage : Ararat Tshagaryan | Arbitrage : Ararat Tshagaryan |
| 17:00 UTC+3 | Rapport                                                    |       |         | Arbitrage : Ararat Tshagaryan | Arbitrage : Ararat Tshagaryan |

| 6 juin 2009 | Îles Féroé | 0 – 4 | Roumanie                                      | Gundadalur, Torshavn      |                           |
| 19:00 UTC+1 |            |       | Rusescu 14e 56e · Gângioveanu 36e · Torje 67e | Arbitrage : Richard Trutz | Arbitrage : Richard Trutz |
| 19:00 UTC+1 | Rapport    |       |                                               | Arbitrage : Richard Trutz | Arbitrage : Richard Trutz |

| 9 juin 2009 | Îles Féroé     | 1 – 0 | Russie | Gundadalur, Torshavn   |                        |
| 19:00 UTC+1 | Edmundsson 1re |       |        | Arbitrage : Alan Black | Arbitrage : Alan Black |
| 19:00 UTC+1 | Rapport        |       |        | Arbitrage : Alan Black | Arbitrage : Alan Black |

| 12 août 2009 | Andorre | 0 – 2 | Roumanie                    | Estadi Comunal, Andorra la Vella |                               |
| 17:30 UTC+2  |         |       | Gaman 8e (pen.) · Torje 64e | Arbitrage : Pavle Radovanovic    | Arbitrage : Pavle Radovanovic |
| 17:30 UTC+2  | Rapport |       |                             | Arbitrage : Pavle Radovanovic    | Arbitrage : Pavle Radovanovic |

| 12 août 2009 | Moldavie   | 1 – 0 | Lettonie | Sheriff, Tiraspol               |                                 |
| 19:00 UTC+3  | Ioniță 59e |       |          | Arbitrage : Levan Kvaratskhelia | Arbitrage : Levan Kvaratskhelia |
| 19:00 UTC+3  | Rapport    |       |          | Arbitrage : Levan Kvaratskhelia | Arbitrage : Levan Kvaratskhelia |

| 5 septembre 2009 | Îles Féroé   | 1 – 1 | Moldavie      | Gundadalur, Torshavn      |                           |
| 15:00 UTC+1      | Jakobsen 36e |       | Sidorenco 24e | Arbitrage : Radek Prihoda | Arbitrage : Radek Prihoda |
| 15:00 UTC+1      | Rapport      |       |               | Arbitrage : Radek Prihoda | Arbitrage : Radek Prihoda |

| 5 septembre 2009 | Lettonie | 0 – 4 | Russie                                                        | Daugava, Liepaja            |                             |
| 18:30 UTC+3      |          |       | Kazura 17e (csc) · Yakovlev 28e · Ryzhov 48e · Gorbatenko 54e | Arbitrage : Bülent Yildirim | Arbitrage : Bülent Yildirim |
| 18:30 UTC+3      | Rapport  |       |                                                               | Arbitrage : Bülent Yildirim | Arbitrage : Bülent Yildirim |

| 8 septembre 2009 | Andorre | 0 – 4 | Russie                                                 | Estadi Comunal, Andorra la Vella |                              |
| 15:30 UTC+2      |         |       | Gorbatenko 17e · Ryzhov 26e · Smolov 47e · Gatagov 84e | Arbitrage : Nikola Dabanovic     | Arbitrage : Nikola Dabanovic |
| 15:30 UTC+2      | Rapport |       |                                                        | Arbitrage : Nikola Dabanovic     | Arbitrage : Nikola Dabanovic |

| 8 septembre 2009 | Roumanie                      | 3 – 0 | Moldavie | Ion-Oblemenco, Craiova     |                            |
| 20:00 UTC+3      | Torje 12e 48e · Ochiroşii 15e |       |          | Arbitrage : Yunus Yildirim | Arbitrage : Yunus Yildirim |
| 20:00 UTC+3      | Rapport                       |       |          | Arbitrage : Yunus Yildirim | Arbitrage : Yunus Yildirim |

| 9 septembre 2009 | Îles Féroé  | 1 – 3 | Lettonie            | Gundadalur, Torshavn        |                             |
| 13:00 UTC+1      | Poulsen 38e |       | Gauračs 1re 20e 44e | Arbitrage : Christof Virant | Arbitrage : Christof Virant |
| 13:00 UTC+1      | Rapport     |       |                     | Arbitrage : Christof Virant | Arbitrage : Christof Virant |

| 9 octobre 2009 | Lettonie                              | 5 – 1 | Roumanie           | Daugava, Riga            |                          |
| 18:30 UTC+3    | Rudņevs 30e 85e · Gauračs 39e 63e 66e |       | Torje 90+4e (pen.) | Arbitrage : Sokol Jareci | Arbitrage : Sokol Jareci |
| 18:30 UTC+3    | Rapport                               |       |                    | Arbitrage : Sokol Jareci | Arbitrage : Sokol Jareci |

| 10 octobre 2009 | Russie                      | 2 – 0 | Îles Féroé | Arena Khimki, Moscou       |                            |
| 16:00 UTC+4     | Ryzhov 21e · Salughin 90+2e |       |            | Arbitrage : Vlado Svilokos | Arbitrage : Vlado Svilokos |
| 16:00 UTC+4     | Rapport                     |       |            | Arbitrage : Vlado Svilokos | Arbitrage : Vlado Svilokos |

| 10 octobre 2009 | Moldavie   | 1 – 0 | Andorre | Sheriff, Tiraspol         |                           |
| 17:00 UTC+3     | Bogdan 41e |       |         | Arbitrage : Fariz Yusifov | Arbitrage : Fariz Yusifov |
| 17:00 UTC+3     | Rapport    |       |         | Arbitrage : Fariz Yusifov | Arbitrage : Fariz Yusifov |

| 13 octobre 2009 | Roumanie                              | 3 – 0 | Îles Féroé | Municipal, Botoșani          |                              |
| 13:00 UTC+3     | Bicfalvi 5e · Ganea 39e · Ionescu 58e |       |            | Arbitrage : Nikolay Yordanov | Arbitrage : Nikolay Yordanov |
| 13:00 UTC+3     | Rapport                               |       |            | Arbitrage : Nikolay Yordanov | Arbitrage : Nikolay Yordanov |

| 14 octobre 2009 | Russie                         | 3 – 1 | Moldavie     | Arena Khimki, Moscou    |                         |
| 16:00 UTC+4     | Kokorin 5e 41e · Balyaykin 38e |       | Vornisel 62e | Arbitrage : Luc Wouters | Arbitrage : Luc Wouters |
| 16:00 UTC+4     | Rapport                        |       |              | Arbitrage : Luc Wouters | Arbitrage : Luc Wouters |

| 14 novembre 2009 | Roumanie                                       | 4 – 1 | Lettonie       | Gloria, Buzău                |                              |
| 15:00 UTC+2      | Sburlea 10e · Costea 28e · Papp 43e · Hora 82e |       | Tarasovs 90+1e | Arbitrage : Richard Liesveld | Arbitrage : Richard Liesveld |
| 15:00 UTC+2      | Rapport                                        |       |                | Arbitrage : Richard Liesveld | Arbitrage : Richard Liesveld |

| 14 novembre 2009 | Moldavie | 0 – 3 | Russie                                          | Sheriff, Tiraspol              |                                |
| 15:00 UTC+2      |          |       | Balyaykin 17e · Mamaev 28e · Gatagov 89e (pen.) | Arbitrage : Nicolai Vollquartz | Arbitrage : Nicolai Vollquartz |
| 15:00 UTC+2      | Rapport  |       |                                                 | Arbitrage : Nicolai Vollquartz | Arbitrage : Nicolai Vollquartz |

| 18 novembre 2009 | Lettonie | 0 – 1 | Îles Féroé     | Daugava, Riga             |                           |
| 13:00 UTC+2      |          |       | Edmundsson 55e | Arbitrage : Ceri Richards | Arbitrage : Ceri Richards |
| 13:00 UTC+2      | Rapport  |       |                | Arbitrage : Ceri Richards | Arbitrage : Ceri Richards |

| 21 novembre 2009 | Andorre     | 1 – 1 | Îles Féroé    | Estadi Comunal, Andorra la Vella |                            |
| 15:00 UTC+1      | Madeira 55e |       | Edmundson 32e | Arbitrage : Gabriele Rossi       | Arbitrage : Gabriele Rossi |
| 15:00 UTC+1      | Rapport     |       |               | Arbitrage : Gabriele Rossi       | Arbitrage : Gabriele Rossi |

| 3 mars 2010 | Andorre    | 1 – 3 | Moldavie                   | Estadi Comunal, Andorra La Vella |                       |
| 15:00 UTC+1 | Vieira 62e |       | Pătraș 10e · Dedov 11e 45e | Arbitrage : Mario Vlk            | Arbitrage : Mario Vlk |
| 15:00 UTC+1 | Rapport    |       |                            | Arbitrage : Mario Vlk            | Arbitrage : Mario Vlk |

| 11 août 2010 | Russie         | 2 – 1 | Lettonie           | Petrovsky, St Petersburg |                          |
| 14:00 UTC+4  | Dzyuba 18e 65e |       | Turkovs 55e (pen.) | Arbitrage : Tamás Bognár | Arbitrage : Tamás Bognár |
| 14:00 UTC+4  | Rapport        |       |                    | Arbitrage : Tamás Bognár | Arbitrage : Tamás Bognár |

| 11 août 2010 | Moldavie | 0 – 1 | Roumanie         | Zimbru 2, Chișinău           |                              |
| 15:00 UTC+3  |          |       | Ganea 23e (pen.) | Arbitrage : Stelios Trifonos | Arbitrage : Stelios Trifonos |
| 15:00 UTC+3  | Rapport  |       |                  | Arbitrage : Stelios Trifonos | Arbitrage : Stelios Trifonos |

| 11 août 2010 | Îles Féroé                                  | 3 – 1 | Andorre    | Gundadalur, Torshavn      |                           |
| 19:00 UTC+1  | Kamban 51e · Baldvinsson 74e · Jacobsen 89e |       | Blanco 32e | Arbitrage : Angel Angelov | Arbitrage : Angel Angelov |
| 19:00 UTC+1  | Rapport                                     |       |            | Arbitrage : Angel Angelov | Arbitrage : Angel Angelov |

| 3 septembre 2010 | Roumanie                              | 3 – 0 | Russie | Municipal, Botoșani   |                       |
| 17:30 UTC+3      | Bicfalvi 27e · Sburlea 37e · Hora 86e |       |        | Arbitrage : Jiri Jech | Arbitrage : Jiri Jech |
| 17:30 UTC+3      | Rapport                               |       |        | Arbitrage : Jiri Jech | Arbitrage : Jiri Jech |

| 4 septembre 2010 | Moldavie   | 1 – 0 | Îles Féroé | Zimbru 2, Chișinău          |                             |
| 17:00 UTC+3      | Ioniță 80e |       |            | Arbitrage : Vlado Glodjovic | Arbitrage : Vlado Glodjovic |
| 17:00 UTC+3      | Rapport    |       |            | Arbitrage : Vlado Glodjovic | Arbitrage : Vlado Glodjovic |

| 4 septembre 2010 | Andorre | 0 – 1 | Lettonie  | Estadi Comunal, Andorra la Vella |                         |
| 15:30 UTC+2      |         |       | Dubra 14e | Arbitrage : Liran Liany          | Arbitrage : Liran Liany |
| 15:30 UTC+2      | Rapport |       |           | Arbitrage : Liran Liany          | Arbitrage : Liran Liany |

| 7 septembre 2010 | Lettonie      | 1 – 1 | Moldavie     | Sloka, Jurmala            |                           |
| 17:30 UTC+3      | Bespalovs 80e |       | Vornișel 35e | Arbitrage : Steven Mclean | Arbitrage : Steven Mclean |
| 17:30 UTC+3      | Rapport       |       |              | Arbitrage : Steven Mclean | Arbitrage : Steven Mclean |

| 7 septembre 2010 | Russie  | 0 – 0 | Roumanie | Petrovski Stadion, St Petersburg |                            |
| 19:00 UTC+4      |         |       |          | Arbitrage : Stuart Attwell       | Arbitrage : Stuart Attwell |
| 19:00 UTC+4      | Rapport |       |          | Arbitrage : Stuart Attwell       | Arbitrage : Stuart Attwell |

## Buteurs
| Pos | Joueur                 | Pays       | Buts |
| --- | ---------------------- | ---------- | ---- |
| 1   | Edgars Gauračs         | Lettonie   | 7    |
| 2   | Gabriel Torje          | Roumanie   | 5    |
| 3   | Dmitri Ryzhov          | Russie     | 4    |
| 4   | Jóan Símun Edmundsson  | Îles Féroé | 3    |
| 4   | Artjoms Rudņevs        | Lettonie   | 3    |
| 4   | Liviu Ganea            | Roumanie   | 3    |
| 7   | Kristoffur Jakobsen    | Îles Féroé | 2    |
| 7   | Alexandru Dedov        | Moldavie   | 2    |
| 7   | Artur Ioniță           | Moldavie   | 2    |
| 7   | Dmitrii Vornisel       | Moldavie   | 2    |
| 7   | Eric Bicfalvi          | Roumanie   | 2    |
| 7   | Constantin Gângioveanu | Roumanie   | 2    |
| 7   | Ioan Hora              | Roumanie   | 2    |
| 7   | Raul Rusescu           | Roumanie   | 2    |
| 7   | Sabrin Sburlea         | Roumanie   | 2    |
| 7   | Evgeny Balyaykin       | Russie     | 2    |
| 7   | Artem Dzyuba           | Russie     | 2    |
| 7   | Alan Gatagov           | Russie     | 2    |
| 7   | Igor Gorbatenko        | Russie     | 2    |
| 7   | Aleksandr Kokorin      | Russie     | 2    |
| 7   | Pavel Mamaev           | Russie     | 2    |
| 22  | Lluis Emilio Blanco    | Andorre    | 1    |
| 22  | David Madeira          | Andorre    | 1    |
| 22  | Xavier Vieira          | Andorre    | 1    |
| 22  | Rógvi Baldvinsson      | Îles Féroé | 1    |
| 22  | Wentzel Kamban         | Îles Féroé | 1    |
| 22  | Rógvi Poulsen          | Îles Féroé | 1    |
| 22  | Romans Bespalovs       | Lettonie   | 1    |
| 22  | Kaspars Dubra          | Lettonie   | 1    |
| 22  | Ritvars Rugins         | Lettonie   | 1    |
| 22  | Igors Tarasovs         | Lettonie   | 1    |
| 22  | Daniils Turkovs        | Lettonie   | 1    |
| 22  | Vadims Žuļevs          | Lettonie   | 1    |
| 22  | Dumitru Bogdan         | Moldavie   | 1    |
| 22  | Artur Pătraș           | Moldavie   | 1    |
| 22  | Eugen Sidorenco        | Moldavie   | 1    |
| 22  | Mihai Costea           | Roumanie   | 1    |
| 22  | Marius Gaman           | Roumanie   | 1    |
| 22  | Andrei Ionescu         | Roumanie   | 1    |
| 22  | Iulian Ochiroşii       | Roumanie   | 1    |
| 22  | Paul Papp              | Roumanie   | 1    |
| 22  | Aleksei Ionov          | Russie     | 1    |
| 22  | Anton Kozlov           | Russie     | 1    |
| 22  | Aleksandr Salughin     | Russie     | 1    |
| 22  | Fedor Smolov           | Russie     | 1    |
| 22  | Pavel Yakovlev         | Russie     | 1    |

Buteurs contre leur camp :
| Joueur           | Pays                   | Buts csc |
| ---------------- | ---------------------- | -------- |
| Jevgenijs Kazura | Lettonie (pour Russie) | 1        |